# 한국도로공사
한국도로공사(韓國道路公社, Korea Expressway Corporation)는 대한민국의 고속도로 설치 및 관리와 이에 관련된 사업을 통해 도로의 정비를 촉진하고 도로교통의 발달을 목적으로 설립된 대한민국의 준시장형 공기업이다. 1969년 1월 한국도로공사법 (법률 제2083호) 및 한국도로공사법 시행령 (대통령령 제3745호)에 의해 1969년 2월 설립되었으며 본사는 경상북도 김천시 혁신8로 77(율곡동)에 있다.
2019년 10월 현재 37개의 노선과 총연장 4,195km 구간을 관리하고 있다.

## 주요 사업
- 고속도로 신설·확장 및 유지 관리: 31개 노선 3,872 km 운영 (2015년 12월 31일 기준)
- 휴게 및 편의 시설의 설치와 관리
- 고속도로 인접 지역 개발 사업
- 고속도로에 관한 연구 및 개발 사업

## 연혁

1989년부터 2007년까지 사용된 한국도로공사 로고

- 1969년 1월 17일: 한국도로공사법 공포 (법률 제2083호)
- 1969년 1월 28일: 한국도로공사법 시행령 공포 (대통령령 제3745호)
- 1969년 2월 15일: 한국도로공사 창립, 자본금 500억원, 대연각 임시사옥에서 공사업무개시 (직원 285명), 경인고속도로 (신월 나들목 ~ 인천), 경부고속도로 (한남 나들목 ~ 오산 나들목 인수 관리)[1]
- 1970년 4월 25일: 한국도로공사 여자배구단 창단
- 1972년 12월 30일: 자본금 1,500억원으로 증자
- 1973년 11월 28일: 공사 신축 사옥 준공 (경기도 성남시 수정구 금토동 293-1 (경기도 성남시 수정구 대왕판교로 805))
- 1976년 3월 2일: 지사 발족 (수원, 대전, 광주, 대구)
- 1984년 6월 27일: 88올림픽고속도로 (옥포 분기점 ~ 담양 분기점 175.3 km)인수
- 1986년 5월 12일: 자본금 7,000억원으로 증자
- 1990년 12월 31일: 자본금 1조 5,000억원으로 증자
- 1993년 6월 11일: 자본금 5조 원으로 증자
- 1994년 3월 1일: 통행료 징수 기계화 전면시행
- 1995년 8월 10일: 지역 본부장제 시행 (6지사 -> 6지역 본부)
- 1997년 4월 20일: 인터넷 홈페이지 개설(https://web.archive.org/web/20091027001841/http://www.freeway.co.kr/)
- 1999년 5월 10일: 하이패스 시범 사업 추진
- 2000년 6월 30일: 하이패스 운영 개시 (성남 · 판교 · 청계영업소)
- 2002년 12월 2일: (주)고속도로 관리공단 (현 KR산업) 완전 민영화
- 2007년 2월 14일: 공사 신규 CI 선포
  - 영문 사명을 개명(Korea Highway Corporation → Korea Expressway Corporation)
  - 인터넷 홈페이지 주소 변경(https://web.archive.org/web/20091027001841/http://www.freeway.co.kr/ → https://web.archive.org/web/20131022161313/http://ex.co.kr/)
- 2007년 7월 5일: 하이패스 카드 부문을 하이플러스카드로 분사
- 2007년 12월 13일: 하이패스 전국 영업소 구축
- 2011년 6월 3일: 하이플러스카드를 TK케미칼에 매각
- 2014년 11월 12일~21일: 본사 사옥을 경상북도 김천시 율곡동 김천혁신도시로 이전
- 2015. 05. 하이패스배구단 연고지를 김천시로 이전
- 2015. 07. 평택제천고속도로 충주-제천 개통 23.9km
- 2015. 07. 행복드림쉼터(6개소) 개장
- 2015. 11. 서울세계도로대회 개최
- 2015. 12. 광주대구고속도로 담양-성산 구간 확장 개통 148.8km
- 2016. 06. 동해고속도로 울산-포항 개통 53.7km
- 2016. 09. 동해고속도로 삼척-동해 개통 18.6km
- 2016. 11. 동해고속도로 주문진-속초 개통 18.5km
- 2016. 12. 당진영덕고속도로 상주-영덕 개통 107.6km
- 2017년 1월 9일: "한국도로공사 하이패스 카드" 출시와 함께 하이패스 카드의 직영 운영 재개
- 2017. 07. 서울양양고속도로 동홍천-양양 개통 71.7km
- 2017. 12. 부산외곽순환고속도로(노포JCT-기장JCT) 개통 11.5km
- 2018. 02. 부산외곽순환고속도로(진영JCT-노포JCT) 개통 37.3km
- 2019. 02. 창립50주년 국민 5대 약속 선포
- 2020. 07. 경부고속도로 개통 50주년
- 2020. 12. 함양울산고속도로 밀양-울산 구간 개통 45.17km

## 조직
- 이사회
- 상임감사위원
  - 감사실
- 비서실
- 홍보실

### 한국도로공사장

#### 경영부사장
기술부사장

##### 기획본부
- 기획처
- 미래전략처
- 성과혁신처
- 정보처
- 지하고속도로추진단

##### 관리본부
- 총무처
- 인력처
- 재무처
- 법무처
- 토지실
- 인재개발원

##### 영업본부
- 영업처
- 영업시스템처
- 휴게시설처
- 통행료정산센터

##### 도로본부
- 도로처
- 구조물처
- 시설처

##### 교통본부
- 교통처
- 재난안전처
- ITS처
- 교통센터
- 국가ITS센터

##### 건설본부
- 건설처
- 설계처
- 품질환경처

##### 신성장본부
- 사업개발처
- 기술심사처
- 해외사업처
- 통합기술마켓추진단

##### R&D본부
- 도로교통연구원
- 스마트하이웨이사업단
- 초장대교량사업단 (T/F)
- ICT센터

### 소속기관
- 수도권본부: 경기도 하남시 서하남로 88 (감일동)
- 강원본부: 강원특별자치도 원주시 북원로 2873 (태장동)
- 충북본부: 충청북도 음성군 맹동면 대하1길 4, 5-7층(위너스타워)
- 대전충남본부: 대전광역시 대덕구 동서대로 1855 (송촌동)
- 전북본부: 전북특별자치도 전주시 덕진구 번영로 420 (조촌동)
- 광주전남본부: 전라남도 담양군 대전면 중옥길 34
- 대구경북본부: 대구광역시 북구 관음로 61-26 (관음동)
- 부산경남본부: 경상남도 창원시 의창구 동읍 의창대로 1024
- 도로교통연구원: 경기도 화성시 동부대로922번길 208-96
- 건설사업단
  - 수도권
  - 용인구리
  - 강진광주
  - 포항영덕
  - 김포양주
  - 창녕밀양
  - 함양합천
  - 합천창녕
  - 언양영천
  - 밀양울산
  - 안성용인
  - 새만금전주
  - 도로개량
- 교통 정보 센터: 경기도 성남시 분당구 대왕판교로 246 (궁내동)

### 자회사
- 길사랑장학사업단
- 부산울산고속도로

## 기타
- 2007년 공기업 경영평가 (공기업1그룹): 평가결과 "보통"
- 2011년 공기업 경영평가 (공기업1그룹): 평가결과 "우수"
- 2016년 공기업 경영평가 (공기업1그룹) :

## 같이 보기
- 대한민국의 고속도로
- 김천 도로공사 하이패스
- 한국도로공사 테니스단 http://www.exsportsclub-tennis.com/